# Ото IV (Равенсберг)
Вижте пояснителната страница за други личности с името Ото IV.
Ото IV фон Равенсберг (на немски: Otto IV von Ravensberg; * ок. 1276; † 1328) е от 1306 до 1328 г. граф на Равенсберг.

## Произход
Ото е петото дете на граф Ото III (* ок. 1246; † 5 март 1306) и съпругата му Хедвиг фон Липе (* ок. 1238; † 5 март 1315), дъщеря на Бернхард III, господар на господство Липе. Брат е на духовника Бернхард († 1346), който 1328 г. го наследява.

## Фамилия
Ото IV се жени през 1313 г. за Маргарета фон Берг-Виндек (1275 -1346), дъщеря на Хайнрих фон Виндек и на Агнес фон Марк. Тя е сестра на граф Адолф VI фон Берг († 3 април 1348). Те имат две дъщери:
- Хедвиг фон Равенсберг († сл. 1387), омъжена за Вилхелм II фон Брауншвайг-Люнебург
- Маргарета фон Равенсберг-Берг (1320 – 1389), наследничка на Равенсберг и Берг, омъжена 1338 г. за граф Герхард фон Юлих-Берг († 1360)